# Сетимо Витоне
Сетимо Витоне (итал. Settimo Vittone) је насеље у Италији у округу Торино, региону Пијемонт.
Према процени из 2011. у насељу је живело 815 становника. Насеље се налази на надморској висини од 315 м.

## Становништво
Према резултатима пописа становништва 2011. у општини је живело 1.543 становника.
| 1931. | 1936. | 1951. | 1961. | 1971. | 1981. | 1991. | 2001. | 2011. |
| ----- | ----- | ----- | ----- | ----- | ----- | ----- | ----- | ----- |
| 2.037 | 1.955 | 1.825 | 1.785 | 1.910 | 1.798 | 1.684 | 1.585 | 1.543 |